# 埴生神社 (中間市)

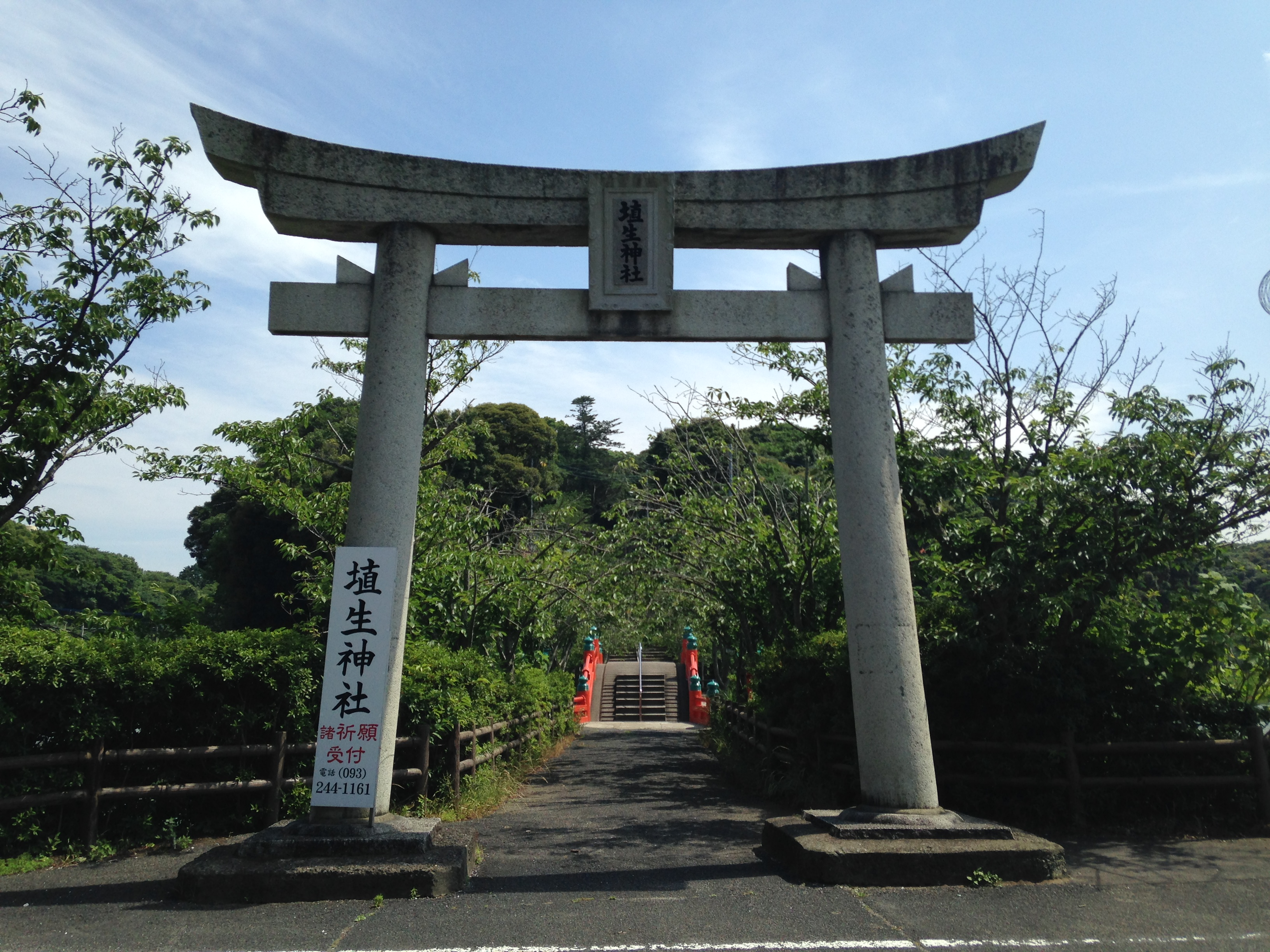
一の鳥居

埴生神社（はにゅうじんじゃ・はぶじんじゃ）は、福岡県中間市にある神社である。
元はこの地は「埴生（はにゅう）」と呼ばれていたが、後に転じて「垣生（はぶ）」と呼ばれるようになったと言われている。
中間市最大の都市公園である垣生公園内にあり、公園内の羅漢山を中心に古墳時代後期の横穴墓（垣生羅漢百穴）が散在し多くの副葬品が出土していることから、この地に有力な豪族がいたことをうかがわせる。

## 由緒
昔仲哀天皇が、神功皇后と熊襲征伐のため御船でこの地を訪れ、航海の安全を祈願し、船魂の神を祀ったとされる。
当時大村であった埴生郷の大社であり、岡（遠賀）の六郷の第一とされる。
戦国時代に大友軍の度重なる兵火により焼失したが、元亀2年（1571年）に花尾城主麻生隆実によって再建された。

## 御利益
- 武運
- 開運
- 家内安全
- 交通安全
- 縁結び
- 安産

## 祭礼
10月13日の例祭に、北九州市・中間市・遠賀郡の神職が集い、筑前御殿神楽を奉納している。

## 交通
最寄り駅
JR福北ゆたか線筑前垣生駅下車 徒歩約3分